# 기루왕
기루왕(己婁王, ? ~ 128년, 재위: 77년 ~ 128년)은 백제의 제3대 국왕이다. 다루왕의 장남이다.

## 생애
33년 태자로 책봉 되었다. 다루왕이 죽자 77년에 즉위하였고 85년에 신라의 변방을 공격하였으나 패배하였다. 105년 신라가 대대적으로 반격하자 평화조약을 맺고 이를 유지하였다. 125년 말갈이 침입하자 신라가 구원병을 보내주었다.
《삼국사기》 기루왕에 대한 기록에는 천문이변, 지진, 가뭄, 태풍, 기상이변 등의 재앙에 대한 기록이 전부이다. 흉년, 재난, 흉조가 많은 것으로 보아 기루왕 시기의 백제는 시련기였다.
개루왕에 대해서는 서자라는 설이 있으며,그 이유는 기루왕 21년(97년)에 두마리 용이 한강에 나타났다는 기록이 있음에 따라 반란을 은유하며, 103년에 왕이 한산에서 사냥해서 신록을 잡았다는 기록이 보이는데, 이때 잡은 신록이 개루왕일 것이란 설이 있고 개루왕이 이 반란을 진압했을 가능성이 있다. 또한 나이 차이가 매우 큼 역시 이를 방증한다. 또한 고이왕이 개루왕의 아들이 아니라는 설도 있으므로, 부여질 역시 확실하게 기루왕의 아들일 수 없다.

## 가계
- 조부 : 온조(溫祚, ?~28 재위:18~28)
- 조모 : 미상
  - 부왕 : 다루(多婁, ?~77, 재위:28~77)
  - 모후 : 미상
    - 국왕 : 기루(己婁, ?~128, 재위:77~128)
    - 왕비 : 미상
      - 장남 : 개루(蓋婁, ?~166, 재위:128~166)
      - 차남 : 부여질(扶餘質)

## 같이 보기
- 탈해 이사금 (57년 - 80년)
- 파사 이사금 (80년 - 112년)
- 지마 이사금 (112년 - 134년)
- 태조왕 (53년 - 146년)
- 김수로왕 (42년?~199년)
- 게이코 천황 (71년~130년)